# Ossenworst

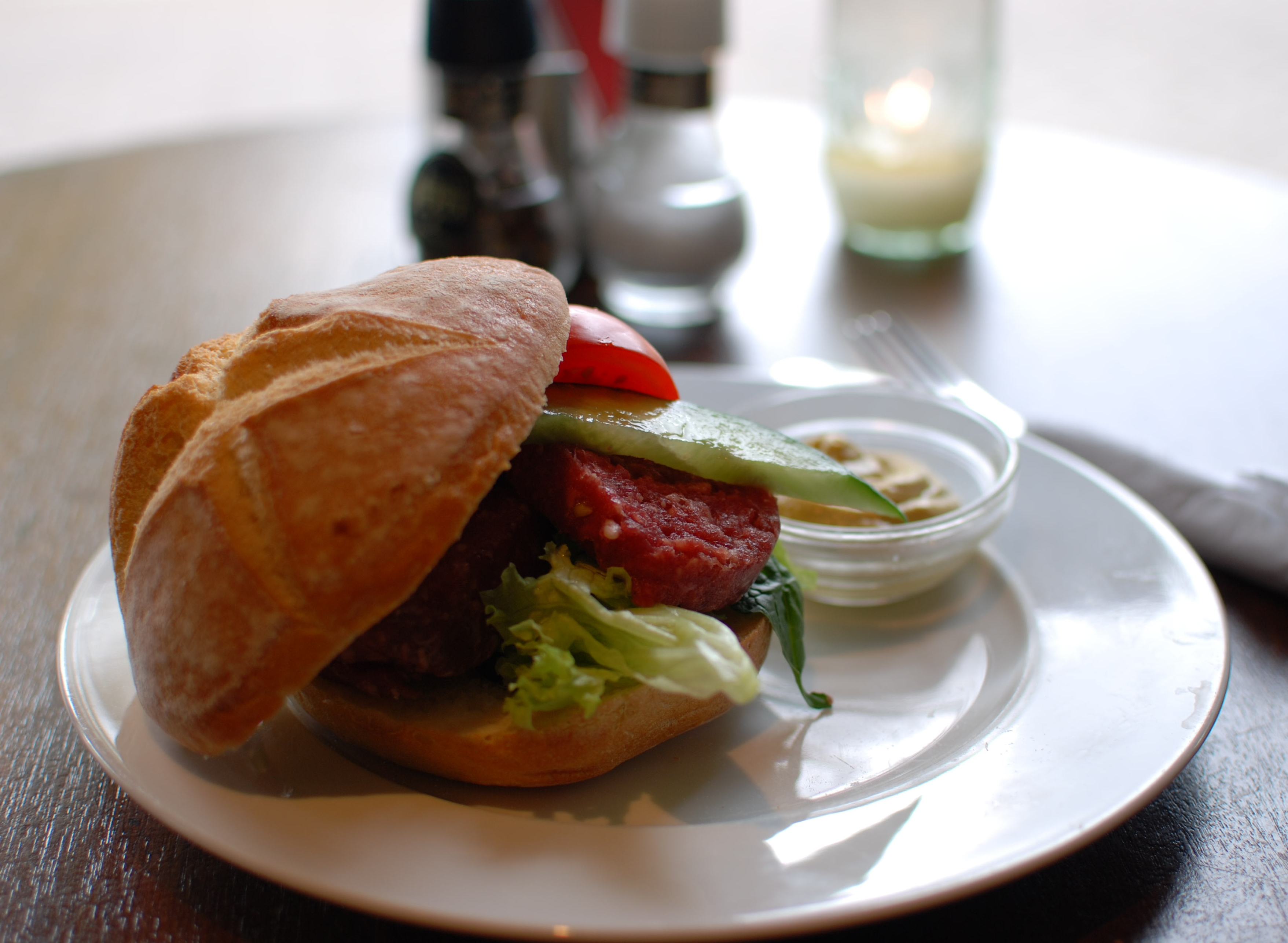
Bánh mì Sandwich cùng với Ossenworst

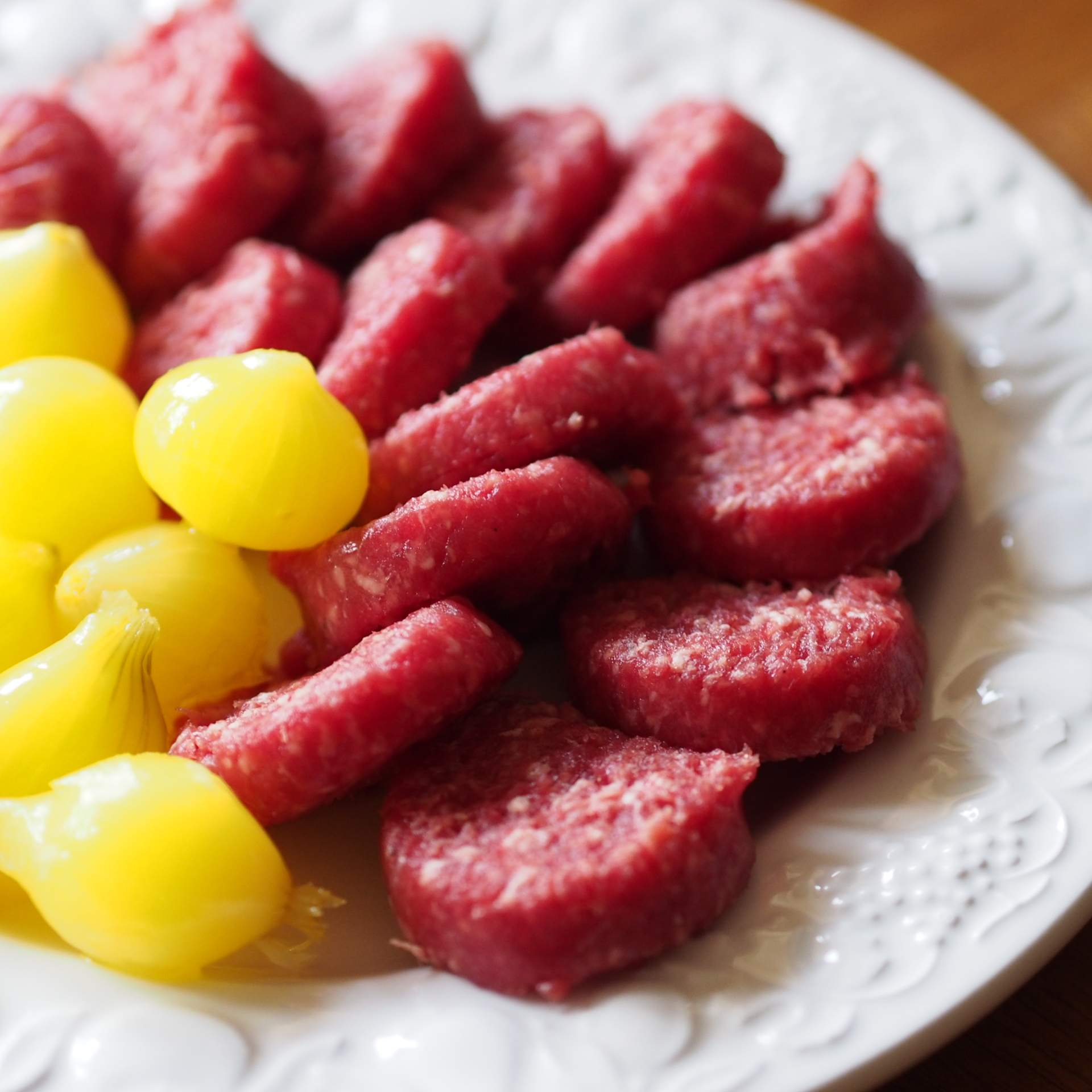
Ossenworst dùng kèm Amsterdamse uitjes (hành ngâm với nghệ hoặc saffron)

Ossenworst (phát âm tiếng Hà Lan: [ˈɔsə(n)ˌʋɔrst] ⓘ; tiếng Việt: xúc xích bò) là một món ăn có xuất xứ từ Amsterdam, với nguyên liệu chính là thịt bò.
Đặc sản này có nguồn gốc từ thế kỷ XVII, khi bò được nhập khẩu từ Đan Mạch và Đức. Các loại gia vị trong xúc xích như tiêu, đinh hương, chùy và nhục đậu khấu, từ Đông Ấn Hà Lan.
Theo truyền thống, thịt bò khô được sử dụng cho món xúc xích này, sau đó hun khói ở nhiệt độ thấp sao cho thịt vẫn còn sống. Ossenworst ngày nay được làm bằng thịt bò nạc, và xúc xích ngày nay thường không được hun khói cũng như không được ủ lâu.